# Vérkhniaia Txernavka
Vérkhniaia Txernavka (en rus: Верхняя Чернавка) és un poble de l'óblast de Saràtov, a Rússia, segons el cens del 2010 tenia 104 habitants. Pertany al districte municipal de Volsk.